# Cheilosporum proliferum
Cheilosporum proliferum (J.V. Lamouroux) Hariot, 1902  é o nome botânico  de uma espécie de algas vermelhas pluricelulares do gênero Cheilosporum, subfamília Corallinoideae.
- Algas marinhas encontradas na África e Austrália.

## Sinonímia
- Arthrocardia prolifera ( Lamouroux) Decaisne 1842
- Amphiroa prolifera ( Lamouroux) Decaisne 1842
- Cheilosporum flabellatum (Harvey) Areschoug 1852
- Cheilosporum stangeri (Harvey) Areschoug 1852